# Российский институт стандартизации

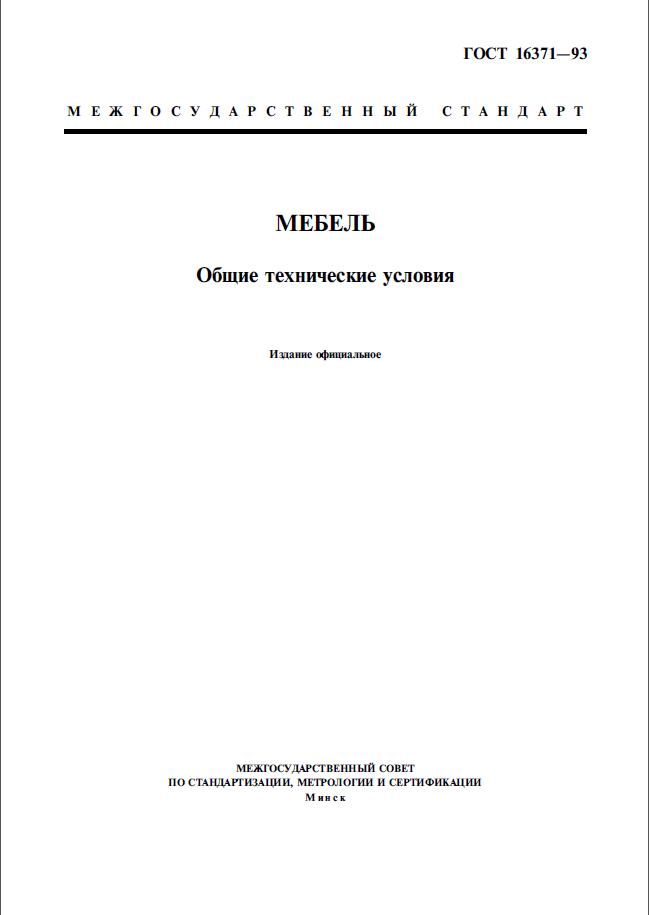
Обложка ГОСТ 16371-93 «Мебель. Общие технические условия»

«Росси́йский институ́т стандартиза́ции» — российская организация области метрологии, стандартизации и технического регулирования, подведомственная Росстандарту и созданная в 2021 году в результате реорганизации ФГУП «Стандартинформ».

## История
14 августа 1964 года был организован Всесоюзный научно-исследовательский институт технической информации, классификации и кодирования (ВНИИКИ).
В ВНИИКИ был создан Всесоюзный информационный фонд стандартов и технических условий (ВИФС), который пополнялся нормативно-техническими документами, передаваемыми из министерств и ведомств. В последующие годы он менял названия следующим образом: Центральный государственный фонд стандартов и технических условий; Федеральный фонд стандартов; Федеральный информационный фонд технических регламентов и стандартов; Федеральный информационный фонд стандартов.
В середине 1970-х годов в институте началось создание системы автоматизации работы с нормативной документацией; был создан автоматизированный банк данных, содержавший библиографические сведения о всех документах, входивших в ВИФС (АБнД). Поиск осуществлялся по 20 реквизитам. Число записей в банке составляло несколько сот тысяч. Для работы системы были задействованы две ЭВМ ЕС-1035.
В период с 6 июля 1988 по 24 августа 1989 года существовало научно-производственное объединение «Информстандартиздат», в которое институт входил в качестве головной организации (второй составляющей организацией был издательско-полиграфический комплекс «Издательство стандартов»). С 24 августа 1989 года научно-производственное объединение было расформировано. 5 декабря 1989 года приказом Госстандарта СССР к институту был присоединен Главный научно-исследовательский центр ведения общесоюзных классификаторов (ГНИЦВОК).
17 апреля 1990 года приказом Госстандарта СССР институт был переименован во Всесоюзный научно-исследовательский институт комплексной информации по стандартизации и качеству.
В 1992 году институт был преобразован во ФГУП «Всероссийский научно-исследовательский институт классификации, терминологии и информации по стандартизации и качеству» (ВНИИКИ).
В феврале 2005 году путём слияния ФГУП «Издательско-полиграфический комплекс „Издательство стандартов“» и ФГУП «ВНИИКИ» было создано ФГУП «Российский научно-технический центр информации по стандартизации, метрологии и оценке соответствия» («Стандартинформ»).
В декабре 2018 года к ФГУП «Стандартинформ» были присоединены:
- ФГУП «Всероссийский научно-исследовательский институт стандартизации оборонной продукции и технологий» («Рособоронстандарт»);
- ФГУП «Всероссийский научно-исследовательский институт стандартизации материалов и технологий» («ВНИИ СМТ»);
- ФГУП «Всероссийский научно-исследовательский институт стандартизации и сертификации в машиностроении» («ВНИИНМАШ»).

В июле 2021 года ФГУП «Стандартинформ» был преобразован в ФГБУ «Российский институт стандартизации» («РСТ»).

## Функции, цели и задачи
- Формирование и ведение «Федерального информационного фонда технических регламентов и стандартов»[9];
- реализация Программы национальной стандартизации;
- информационное обеспечение работы национальной системы стандартизации и «Единой информационной системы по техническому регулированию»;
- обеспечение разработки, ведения и применения общероссийских классификаторов;
- публикация и распространение официальных документов в области стандартизации;
- проведение экспертизы документов по стандартизации, в том числе в части документов по стандартизации оборонной продукции;
- проведение работ по международной и региональной стандартизации;
- создание и ведение федеральных информационных систем[8].